# Валентетті Федір Васильович
Фе́дір Васи́льович Валентетті (нар. 1872, Архангельськ — 21 квітня 1919, Київ) — театральний диригент, імпресаріо. Один з організаторів театральної справи музичної комедії в Україні.
Член дирекції Київського літературно-артистичного клубу (1918).

## Загальні відомості
Під час воєнної служби був капельмейстером. Згодом працював антрепренером і диригентом в театрах оперети Іркутська, Харкова, Одеси, Санкт-Петербурга, Москви, Києва.
До Києва Валентетті приїхав у складі московського театру «Зон», а згодом створював тут свої опереткові театри.
Помер у Києві 21 квітня 1919 року у віці 47 років. Під час похорону процесія зупинялась біля театру «Музична комедія» і театральний оркестр виконав жалібний марш. Похований на Аскольдовій Могилі.

## Театр класичної оперети «Зон»
Восени 1916 року антрепренер Гнат Сергійович Зон привіз до Києва з Москви сильний склад театралів: головний режисер М. І. Крігель, диригент Ф. Валентетті, режисери С. Апрельський і Васильєв, балетмейстер Новаковський, художники Віганд і Нестеров. Серед акторів — С. Лін, М. Дніпров, Т. Тамара-Грузинська, М. Тумашев та інші. В репертуарі — класичні оперети Ж. Офенбаха, Ф. Легара, І. Кальмана, Р. Планкета, К. Целлєра, Л. Фалля («Принцеса доларів»), К. Міллєкера («Віце-адмірал»), А. Варнея («Мушкетери»), Р. Нельсона («Король забавляється»), В. Якобі («Ярмарок наречених»).

## Театр комічної опери і оперети Валентетті
У травні 1918 року в Києві був створений Театр комічної опери і оперети Ф. В. Валентетті. Федір Васильович був його головним диригентом. Головним режисером був К. Д. Греков. Серед акторів: В. В. Кавецька (героїня), М. Дашковський (герой), К. Греков (простак), Юрська — субретка, Лабунська і Нарковська (каскадні ролі) та інші. Балет складався з 16 осіб, оркестр — з 40 музикантів.

## Театр оперети «Музична комедія» Валентетті-Брянського
6 жовтня 1918 року в приміщенні колишнього київського театру М. Лівського відкрився стаціонарний театр оперети «Музична комедія», диригентом якого став Ф. В. Валентетті. Режисером був О. О. Брянський (Браун), художником А. Петрицький. Приміщення театру називали «Німецький театр», оскільки воно обслуговувало німецькі війська. Оркестр — 32 музиканти, хор — 36, балет — 20 виконавців. Серед акторів — Т. А. Тамара-Грузинська, М. Дашковський, А. Заком, Г. Г. Греков, Л. І. Розен, М. Д. Далматов ін.
Репертуар складався з оперет Ж. Офенбаха, Ф. Легара, І. Кальмана, Й. Штрауса, Ф. Зуппе («Фатіниця»).
Після смерті Валентетті театр продовжив роботу під керівництвом О. О. Брянського.